# Michael Matosevic
Michael Matosevic (* 29. Februar 2008) ist ein österreichischer Fußballspieler.

## Karriere
Matosevic begann seine Karriere beim FC Wels. Zur Saison 2017/18 wechselte er in die Jugend der SV Ried. In Ried durchlief er ab der Saison 2022/23 dann auch sämtliche Altersstufen in der Akademie.
Im Mai 2024 gab Matosevic, der bis dahin noch nicht einmal für die Amateure der Oberösterreicher gespielt hatte, sein Debüt für die Profis von Ried in der 2. Liga, als er am 30. Spieltag der Saison 2023/24 gegen den FC Dornbirn 1913 in der 80. Minute für Sandro Schendl eingewechselt wurde. Dies blieb sein einziger Einsatz für Ried, zur Saison 2024/25 wechselte er nach Deutschland in die Jugend des FC Bayern München.